# Lans (Austria)
Lans è un comune austriaco di 1 062 abitanti nel distretto di Innsbruck-Land, in Tirolo, 8 km a sud di Innsbruck.
Situato sull'antica strada del sale, fu menzionato per la prima volta nel 1177 come "Lannes". Località turistica, in particolare grazie al lago Lanser See, ospita diversi ristoranti e un campo di golf.

## Amministrazione

### Gemellaggi
- Boutigny-sur-Essonne, dal 23 aprile 1961[senza fonte]